# 竹下重人
竹下 重人（たけした しげと、1922年（大正11年）9月26日 - 2005年（平成17年）2月6日）は、日本の弁護士。専門は税務訴訟。女優の竹下景子は娘。
長崎県佐世保市 針尾出身。ソ連によるシベリア抑留後、帰国。国税局勤務を経て、司法試験に合格。名古屋弁護士会副会長などを歴任。

## 経歴
長崎県針尾島に4人兄弟の次男として生まれた。家は貧しく父は国鉄の貨物列車の機関士だった。国のために役立つ人間になりたいと勉学に励んでいたため、小学校時代の成績は全て甲だった。「島の神童」だった。読書が好きで特に釘付けになっていたのは満州のことが書かれた『少年倶楽部』だった。旧制大村中学校（現：長崎県立大村高等学校）に入学した。
1940年名古屋高等商業学校に合格。1941年太平洋戦争が勃発した。1942年満州の大同学院に入った。1943年7月研修を終え村つくりのリーダーを意味する村配属要員という司令が下った。
シベリア抑留を経て1948年に帰国したが警察や米軍にソ連のスパイではないかと疑われる。大阪の貿易会社に就職が決まったが、入社前日取り消された。将来に絶望し名古屋の街を歩いている時に名古屋国税局の職員募集の紙を目にした。当時は嫌われ仕事だったため、希望者が少ないのですぐに採用された。仕事をしていくうちに税金徴収は本当に正しいのかという疑問が湧き、弁護士になって国と戦うことを決めた。
司法試験に合格し税務訴訟専門の弁護士となった。2005年2月6日、出張先である福岡市内のホテルで心不全のため、82歳で死去。

## 出版物
共著
- 1989年 - 『不測の損害賠償をめぐる法務と税務』（六法出版社） ISBN 4-89770-186-4
- 1998年 - 『会社設立から更生までの手続と税務処理』（財経詳報社） ISBN 4-88177-164-7
- 1999年 - 『民・商法と税務判断. 債権・債務編』（六法出版社） ISBN 4-89770-429-4
- 1999年 - 『民・商法と税務判断. 資産・譲渡編』（六法出版社） ISBN 4-89770-428-6
- 1999年 - 『民・商法と税務判断. 商事・金融編 』（六法出版社） ISBN 4-89770-427-8

関連書籍
- 1992年 - 『津田顕雄先生・竹下重人先生古稀祝賀記念論文集』（津田顕雄・竹下重人先生古稀祝賀記念論文集刊行委員会）

## テレビ番組
- 2011年8月10日 - 『ファミリーヒストリー 「竹下景子～戦争が父を変えた　そして庶民派弁護士に」』

## 親族
- 竹下景子 - 娘
- 関口照生 - 娘婿
- 関口まなと - 孫
- 関口アナン - 孫